# 独立懸架
独立懸架（どくりつけんか）とは、自動車等のサスペンション形式のひとつである。インディペンデント・サスペンション (Independent Suspension) ともいう。
対義語は車軸懸架（固定車軸、リジッド・アクスルとも）。

## 特徴

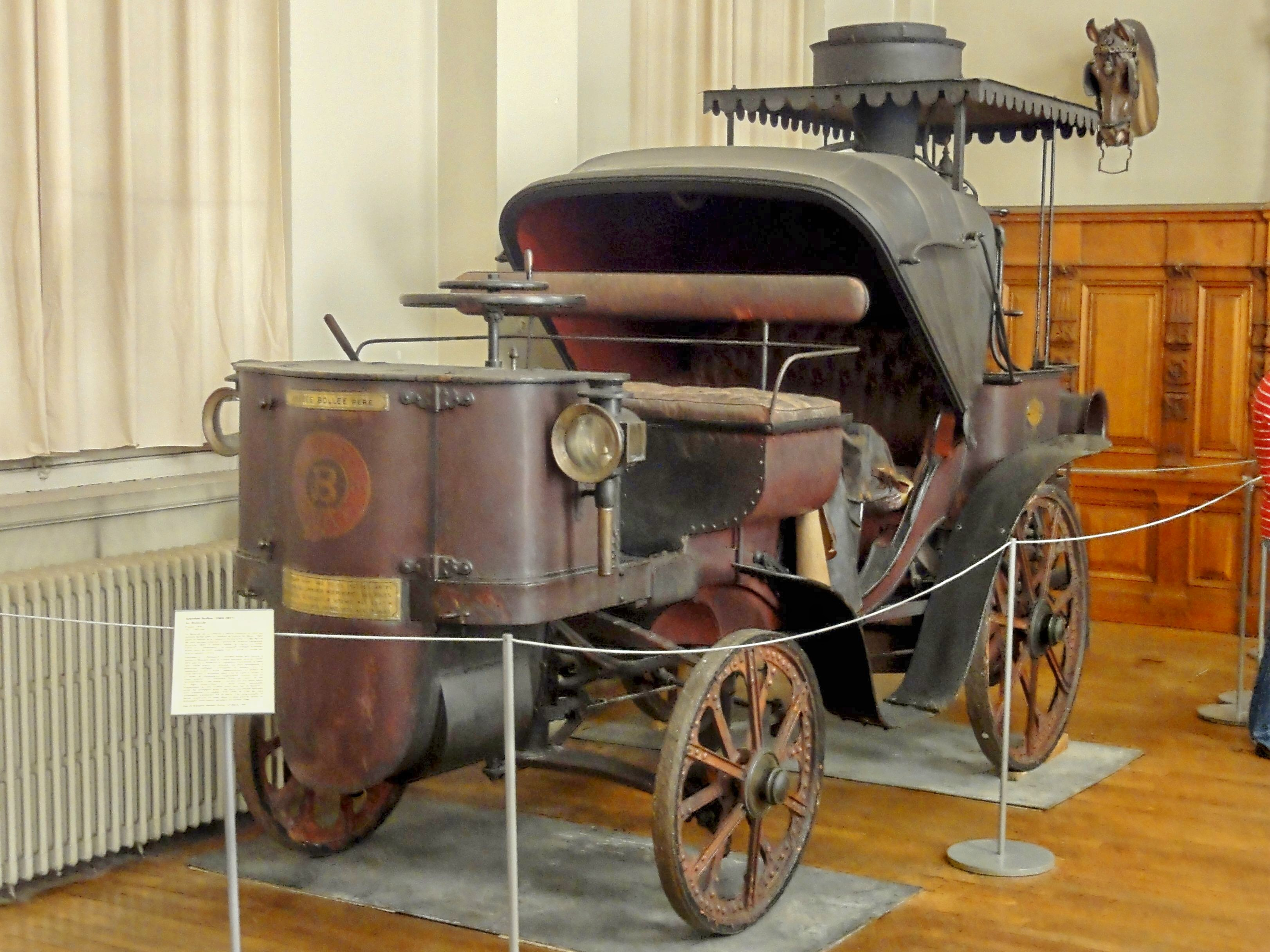
アメデー・ボレー「ラ・マンセル」（1878年）。前輪独立懸架のほか、前方エンジンとプロペラシャフト後輪駆動、丸ハンドルとアッカーマン操向機構などを備えた高度な蒸気自動車であった

左右の車輪（車軸）を独立して上下させることができるのが特徴で、これにより路面の凹凸に対する追従性が向上する。特に後輪駆動車（FR/MR/RR）の場合は、左右の車輪の駆動力を効率よく路面に伝達することができ、効果的である。
この他、固定車軸（車軸懸架）に比べて、以下のような利点があり、乗り心地と操縦安定性では独立懸架が優れる。
- 左右の両輪が一緒に動く固定車軸に比べ、動作部分の重さ（ばね下重量）を軽くすることができ、機敏な動作を期待できる。このため、路面への追従性が向上する。
- ストローク時のジオメトリー変化を利用し、操縦特性を変えることができる。
- 車軸の中央部が上下する固定車軸に比べ、車軸部のフロアパン（床板）を低くすることができる。

欠点としては
- 車軸懸架に比べて構造が複雑で、製作経費も高い。
- ストロークに伴うタイヤの対地ジオメトリー変化が大きい。
- 車両の荷重移動で、抜重側にジャッキアップ現象（ジャッキング）が起こる。
- 独立懸架4WDの車両は構造上常に反復振動を繰り返しているので、経年劣化によりフレームにクラックが生じやすい。

歴史的には、フランスのアメデー・ボレーが、1878年に開発した蒸気自動車「ラ・マンセル」（La Mancelle）の前輪に、アッパーアームを横置きリーフスプリングで兼用する独立懸架を採用したのが最初であるが、その後は特殊車両での採用に限られ、量産自動車において世界で最初に採用されたのは1922年のランチア・ラムダの前輪で、採用が広がったのは1920年代後半以降である。
前後輪とも独立懸架（四輪独立懸架）を採用した最初の量産車は、1931年のメルセデス・ベンツ 170であった。第二次世界大戦後は自動車の高速化と共に独立懸架の採用が広まり、特に乗用車では最低でも前輪における使用が当然となっている。

## 独立懸架の種類

### ストラット式
マクファーソンストラット
スプリングとダンパーを同軸上に置き、垂直近くに配置して車輪を支持する。簡潔でコンパクトなことを特徴とし、前輪駆動車にも適する。市販車では1950年に出現し、1970年代以降21世紀初頭現在に至るまで世界的な主流の独立懸架方式。
パラレルリンクストラット
FF車のリアなど。
デュアルリンクストラット
FF車のリアなど。普通車での採用例は多くないが、軽自動車ではスバルの自社生産時代の車種に採用されていた。

### スイングアーム式
スイングアクスル
後輪用の懸架方式の一種。駆動輪が後輪である車両向けの方式で、原型はドイツのアドラー社に在籍していたエドムンド・ルンプラーによる1903年の考案まで遡及する。狭義には車輪側ハブ部分に自在継手を持たないジョイントレス・スイングアクスルのみを指す。後輪のドライブシャフト自体が剛性を保持するアームの役割を持ち、ディファレンシャル・ギア部分を基部に揺動する。駆動輪の独立懸架としては最初の実用例で、1920年代以降、トランスアクスル構造ゆえに独立懸架採用を強いられるリアエンジン車を中心に多用されたが、1960年代以降は挙動変化の急激さから安全面の難が顕在化して廃れた。タトラ各車、フォルクスワーゲン・タイプ1・タイプ2・タイプ3、ポルシェ・356のリアなど、リアエンジン車での採用例が非常に多いが、メルセデス・ベンツをはじめとするドイツ車を中心に、フロントエンジン・リアドライブ車での採用事例も1960年代までまま見られた。メインスプリングをコイルスプリングやトーションバーとする場合には、トレーリングアームと併用されることも多い。
ダイアゴナルスイングアクスル
スイングアクスルのうち、スイング軸が車台中心に対して45度付近のもの。フィアット600、いすゞ・ベレットのリアなど。
リーディングアーム
車軸線の後方からアームを伸ばして車輪を支持する構造。シトロエン・2CV、AMC・M422マイティーマイトのフロントなどが代表例だが、スプリング配置やブレーキ時の挙動などが特殊になりがちで、一般的な方式ではない。
トレーリングアーム
車軸線の前方からアームを伸ばして車輪を支持する構造。
フルトレーリングアーム
ルノー・4、プジョー・205のリアなど、前輪駆動車の後輪を中心に事例多数。構造が単純で、トーションバーとの併用でスペース節減効果も得られるが、後輪駆動車のリアに用いる場合は挙動変化が大きい。
ダブルトレーリングアーム
フルトレーリングアームの一種で、トーションバーを用い、アームを片側あたり上下2段とした構造。フェルディナント・ポルシェの考案で、1930年代に前輪用として多用された。フォルクスワーゲン・タイプ1、タイプ2（T1、T2）のフロントなど。アルファロメオも1930年代後期から1950年代初頭にかけて採用していた。
セミトレーリングアーム
フルトレーリングアームよりも支持点を車体中央寄りとしてアームを斜め方向とし、挙動変化を抑制してウィッシュボーン式に近づけながら、ドライブシャフトの配置スペース確保も容易とした方式。ドライブシャフトはディファレンシャルギア寄り、車輪ハブ寄りの2か所にジョイントを持ち、シャフト自体の伸縮かジョイントの伸縮で揺動による偏りを吸収できるため、スイングアクスルよりも接地性が安定する。1960年頃から1995年頃までの後輪駆動車のリアに多用された。普及の先鞭を付けたのは1961年のBMW・1500以降のいわゆる「ノイエクラッセ」各車。なお日本車では日産自動車がブルーバード（3代目～6代目までの一部）・スカイライン（3代目～7代目までの一部）・ローレル（初代～5代目までの一部）など1970年代前後の中級車に多用した。

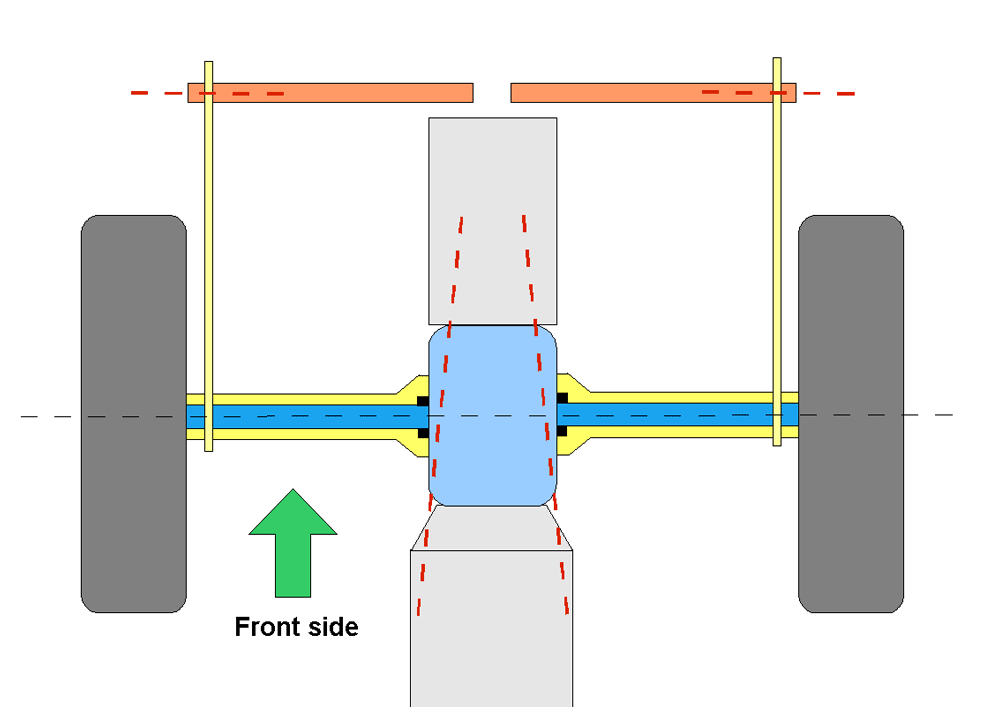
スイングアクスル （ポルシェタイプ。トレーリングアーム併用）
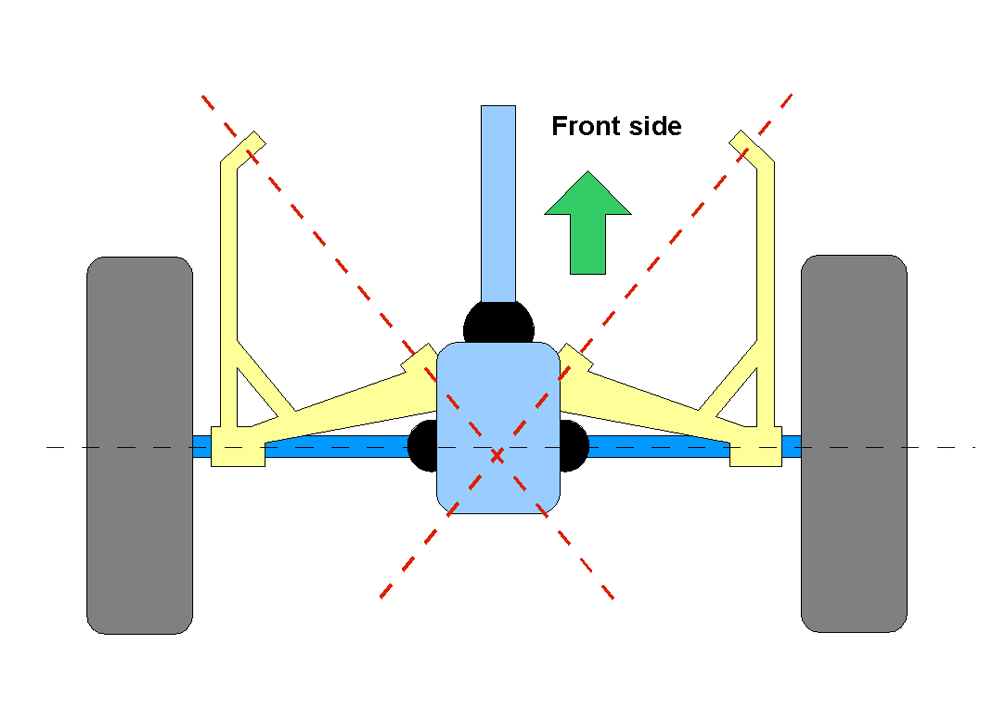
ダイアゴナルスイングアクスル
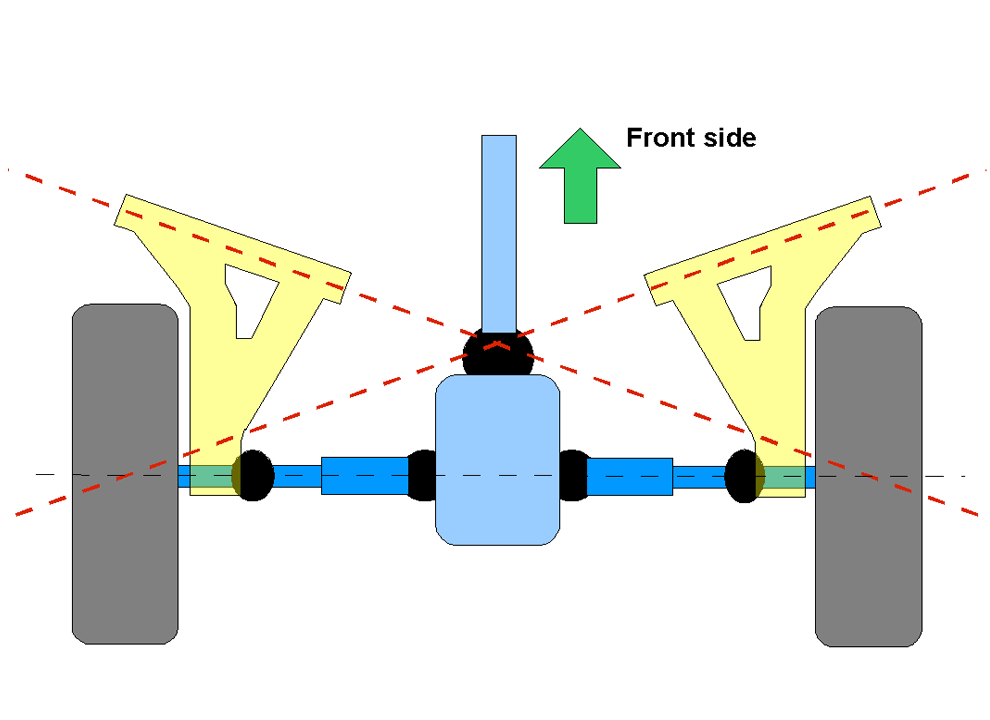
セミトレーリングアーム
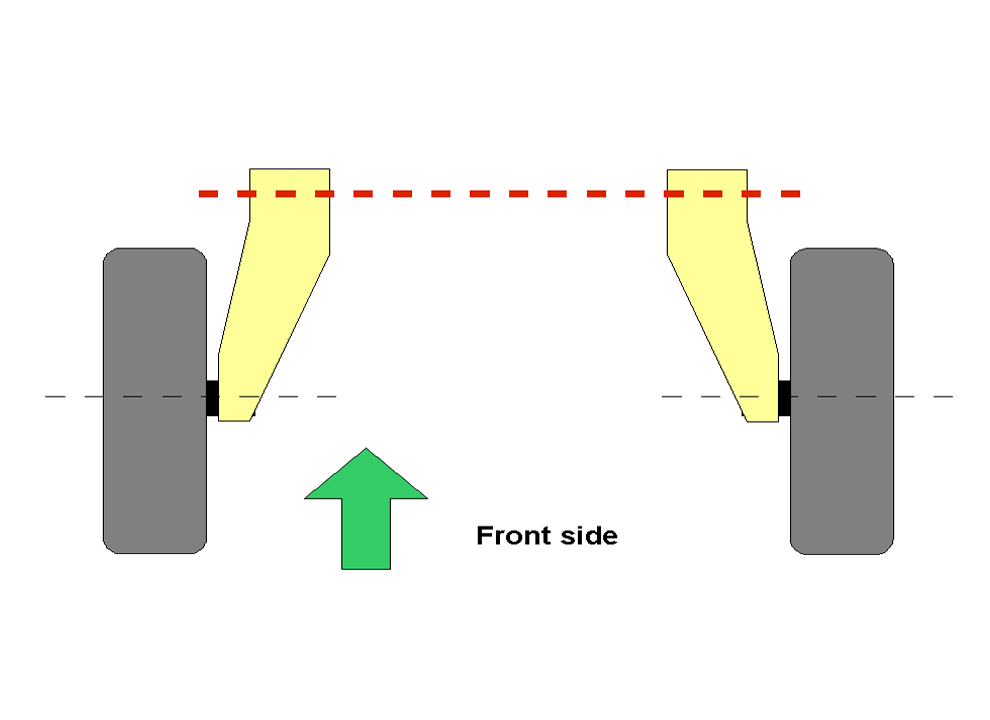
フルトレーリングアーム

### ウィッシュボーン式
ダブルウィッシュボーン
「ウィッシュボーン」と呼ばれるアームを横方向に二段に配置して車輪を支持する構造。1930年代初期にゼネラルモーターズによって開発された。横剛性が高く、独立懸架としてはストラット式と並んでもっとも普遍的な形式の一つ。かつては乗用車の前輪独立懸架に多用された。

### マルチリンク式
マルチリンク
1982年にダイムラー・ベンツが実用化。ウィッシュボーン式の高度な発展形で、複数（一般に4本以上）のリンクで車輪を支持し、横剛性を高めながら挙動の複合的な制御を図る。実際の形態は車種ごとに多種多様である。一般に中級以上の車種において後輪に使用されることが多いが、車種によっては前輪にも採用しているケースがある。有名な例は日産・スカイライン(8代目以降)など。

### その他の古典的方式
いずれも前輪独立懸架向けの手法である。
横置きリーフスプリング
半楕円式のリーフスプリングを上下二段に重ねて配置し、スプリングの両端でハブを支持する方式。アメデー・ボレーの蒸気自動車で採用された最も古い独立懸架。既存技術を応用できる板ばねのみで構成された構成のため、1930年代の前輪独立懸架普及初期には多用された。ダブルウィッシュボーンに似ているが、スプリングのみの柔構造な支持で剛性に乏しく、補剛材を加える手法などで改良されたものの、1960年代までに廃れた。なお紛らわしい形態として、ウィッシュボーンに1段の横置きリーフスプリングを組み合わせたレイアウトのサスペンションがあるが、その場合はウィッシュボーン式のカテゴリーに属する。
スライディングピラー
初期の前輪用独立懸架方式の一つ。その名の通り強固に支持された垂直の柱（ピラー）に、上下に長いキングピンを填め、ピラーを軸に車輪と共にステア可能としつつ、スプリング支持でピラーに沿った上下へのストロークをも可能とする。1898年のドコーヴィル・オートモビルで既に原型が見られ、1908年のシゼール・ノーダンのようなリーフスプリング支持型もあったが、より広く用いられたのは1909年からのモーガンに代表される小型サイクルカーと、ランチア車（1924年の「ラムダ」以降1960年代初頭までのモデル）での、ピラーにコイルスプリングを内蔵したタイプである。操縦性は優れるが、スライディングピラーまわりに強固な支持構造を要し、前輪独立懸架の普及期にはより簡易な他方式も生じていたことから一般化はしなかった。モーガンなどを例外として既に廃れている。
デュボネ
フランスの富豪でレーシングドライバー、パイロットでもあったアンドレ・デュボネ（André Dubonnet 1897 - 1980）が1927年に考案。キングピンを車台側に固定し、ナックルにスイングアームを取り付けたもの。ばね下重量が小さく、キングピンが動かないため、ジオメトリー変化もないことを特徴とする。しかしキングピンオフセットが大きくなるため、キックバックが強く、キングピン回りの慣性重量も大きくなるなど欠点も少なくなく、また各部の消耗により早くに性能劣化しやすいという致命的な欠点がある。このため1930年代に一時的な採用例が見られた以外には実例が少ない。1934年式シボレーに「ニー・アクション」の名称で採用されたが、耐久性不足を露呈して以後の採用を中止されたことで有名。